# Blake Morrison

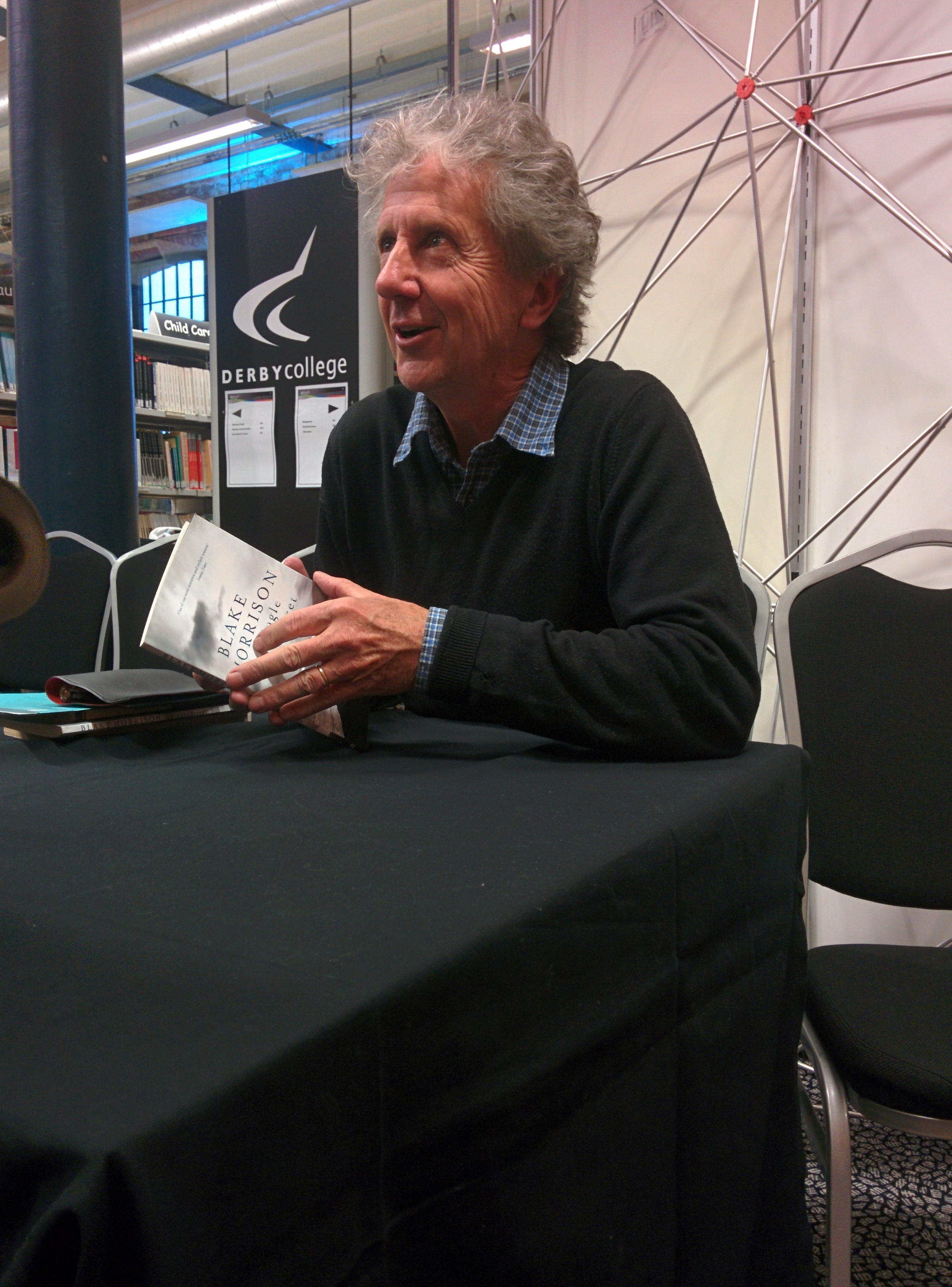
Blake Morrison (2015)

Philip Blake Morrison (geboren 8. Oktober 1950 in Skipton) ist ein britischer Literaturkritiker und Schriftsteller.

## Leben
Blake Morrison ist ein Kind eines Ärzteehepaars, seine Mutter stammte aus Irland. Morrison wuchs in Thornton-in-Craven auf. Er studierte Englisch und Literatur an der University of Nottingham (B.A.), an der McMaster University in Kanada (M.A.) und wurde am University College London promoviert. Er arbeitete von 1978 bis 1981 für das Times Literary Supplement und als Literaturkritiker von 1981 bis 1989 für The Observer und von 1981 bis 1989 für die Sonntagsausgabe des Independent. Seine Kritiken erschienen seither auch in The New Yorker, London Review of Books, New Statesman, New York Times, im Poetry Review und seit 2001 regelmäßig in The Guardian.
Seit 1995 ist er freier Schriftsteller. Morrison schreibt Lyrik und autobiografische Texte. Er schreibt auch Skripte für das Fernsehen und Libretti für Kompositionen von Gavin Bryars, Tansy Davies und Mira Calix. Für die Theaterkompanie Northern Broadsides schrieb er 1996 mit The Cracked Pot eine Bearbeitung Des Zerbrochnen Krugs von Heinrich von Kleist. Es folgten Bearbeitungen von Sophokles König Ödipus (2001) und Antigone (2003), The Man with Two Gaffers, eine Version von Carlo Goldonis Diener zweier Herren und das Stück Lisa's Sex Strike (2007).
Sein erster Roman The Justification of Johann Gutenberg erschien im Jahr 2000. Sein autobiografisches Buch Die Zeit, die uns noch bleibt wurde 2007 verfilmt. Unter seinen Auszeichnungen war 1985 der Somerset Maugham Award für die Gedichtsammlung Dark Glasses.
Morrison hat seit 2003 eine Professur für Kreatives Schreiben am Goldsmiths College, London, inne. Er ist stellvertretender Vorsitzender des Britischen P.E.N.
Morrison ist verheiratet. Er lebt in Blackheath in London.

## Werke (Auswahl)
- The Movement: English Poetry and Fiction of the 1950s. Oxford : Oxford University Press, 1980
- Seamus Heaney. London : Methuen, 1982
- mit Andrew Motion (Hrsg.): The Penguin Book of Contemporary British Poetry. London : Penguin, 1982
- Dark Glasses. Lyrik. London : Chatto & Windus, 1984
- The Ballad of the Yorkshire Ripper (and Other Poems). London : Chatto & Windus, 1987. Im Yorkshire-Dialekt geschrieben.
- The Yellow House. Kinderbuch. Illustrationen Helen Craig. Walker Books, 1987
- And When Did You Last See Your Father? London : Granta, 1993
  - Wann hast du zuletzt deinen Vater gesehen?. Übersetzung Sabine Lohmann. München : Goldmann, 1994
- mit Sara Dunn, Michèle Roberts (Hrsg.): Mind Readings: Writers' Journeys Through Mental States. Minerva, 1996
- Pendle Witches. Radierungen Paula Rego. Enitharmon Press, 1996
- The Cracked Pot. Samuel French, 1996
- As If. London : Granta, 1997
  - Jamie. Übersetzung Heinrich Koop, Franca Fritz. München : Goldmann, 1998
- Too True. London : Granta, 1998
- Selected Poems. London : Granta, 1999
- The Justification of Johann Gutenberg. London : Chatto & Windus, 2000
- Things My Mother Never Told Me. London : Chatto & Windus, 2002
- Antigone and Oedipus. Nach Sophocles. Northern Broadsides, 2003
- South of the River. London : Chatto & Windus, 2007
- The Last Weekend. London : Chatto & Windus, 2010
- The Executor. London : Chatto & Windus, 2018